# 莱索梅尔格
莱索梅尔格（法語：Les Omergues，法語發音：[le.z‿ɔmɛʁɡ]）是法国上普罗旺斯阿尔卑斯省的一个市镇，属于福卡尔基耶区。

## 地理
莱索梅尔格（44°10'18"N, 5°36'28"E）面积34.22 平方千米，位于法国普罗旺斯-阿尔卑斯-蓝色海岸大区上普罗旺斯阿尔卑斯省，该省份为法国东南部内陆省份，北起上阿尔卑斯省，西接沃克吕兹省，西北接德龙省，南至瓦尔省，东临滨海阿尔卑斯省，东北部与意大利接壤。
与莱索梅尔格接壤的市镇（或旧市镇、城区）包括：勒多尔捷、勒韦斯迪比翁、巴雷德利乌尔、埃加莱、费拉西耶尔、蒙弗罗克、塞德龙。

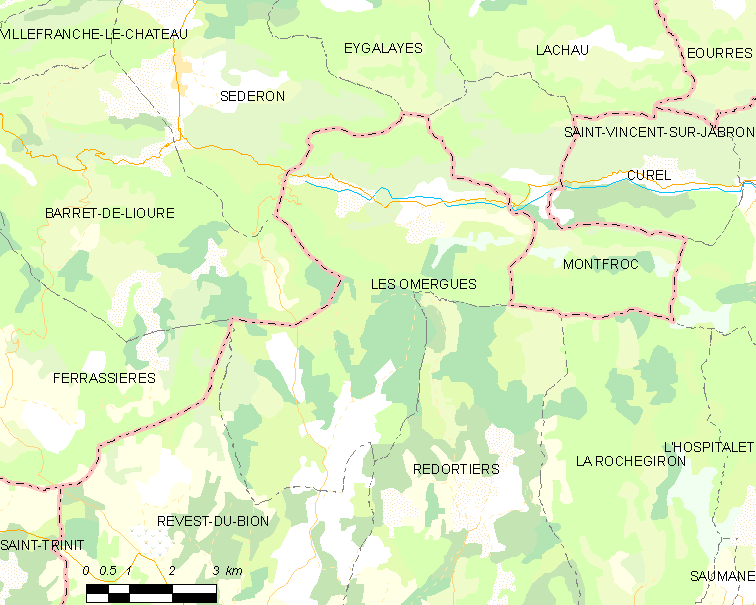
莱索梅尔格的OSM定位图

莱索梅尔格的时区为UTC+01:00、UTC+02:00（夏令时）。

## 行政
莱索梅尔格的邮政编码为04200，INSEE市镇编码为04140。

## 政治
莱索梅尔格所属的省级选区为锡斯特龙县。

## 人口

1962-2008年间莱索梅尔格人口变化图示

莱索梅尔格于2022年1月1日时的人口数量为128人。